# وادي القمر (رواية)
وادي القمر (1913)، رواية للكاتب الأمريكي جاك لندن (وكذلك الاسم الأسطوري والرومانسي لوادي سونوما في كاليفورنيا). يقع الوادي شمال منطقة خليج سان فرانسيسكو في مقاطعة سونوما، كاليفورنيا حيث كان جاك لندن مقيمًا؛ بنى مزرعته في جلين إلين.

## ملخص الحبكة
رواية «وادي القمر» هي قصة زوجين من الطبقة العاملة هما بيلي وساكسون روبرتس، عاملٌ وعاملةٌ يكافحان في أوكلاند في مطلع القرن، والذين تركا حياة المدينة وراءهما وجالا وسط وشمال كاليفورنيا بحثًا عن أراضٍ زراعيةٍ مناسبةٍ ليمتلكاها. يشتهر هذا الكتاب بمشاهده التي يتمتع فيها الأبطال البروليتاريون بزمالة مع مستعمرة الفنانين في كارميل باي ذا سي، واستقرارهم في وادي القمر.

### البدايات
يبدأ الكتاب مع بيلي باعتباره سائس خيول، وساكسون، اللذان يعملان في مغسلة. وكان بيلي قد مارس الملاكمة أيًضا ونجح فيها بعض الشيء، لكنه قرر أنه لا يوجد مستقبل في ذلك. كان منزعجًا بشكل خاص من مباراةٍ كان يقاتل فيها صديقًا وكان عليهما مواصلة القتال وتقديم عرض جيد بعد إصابة يد صديقه.
تعطلت الحياة الزوجية المبكرة لبيلي وساكسون بسبب موجة كبيرة من الإضرابات. بيلي متورط في هجمات عنيفة على مفسدي إضراب، ويذهب إلى السجن. وساكسون تفقد طفلها في غمرة العنف. هي تسمع الحجج الاشتراكية لكنها لا تقبلها بشكل قاطع، ثم تلتقي بعد ذلك بامرأة عجوز ذات نظرة فردية فيما يخص العلاقات، تصف المرأة لها كيف نجحت في ربط نفسها بسلسلة من الرجال الأثرياء. تقابل أيضًا فتى يدعى جاك بنى قاربه بنفسه ويبدو أنه مستوحًى من جاك لندن نفسه في سن المراهقة.

### الطريق نحو الريف
عندما يُفرج عن بيلي من السجن، تصر ساكسون على مغادرة المدينة ومحاولة إيجاد مزرعتهما الخاصة، على الرغم من أنهما يكتشفان أن الحكومة لم تعد تمنح الأرض مجانًا. يمران عبر منطقة يسيطر عليها البرتغاليون، الذين وُصِفوا أنهم وصلوا فقراء للغاية وازدهروا باستخدام الأرض بشكل مكثف أكثر من المستوطنين الأوروبيين السابقين، الذين أزاحوهم بأنفسهم. تمر بضعة أيام من رحلتهما مع امرأة من الطبقة المتوسطة تقوم بزراعة الأزهار والخضروات ولديها عملها الناجح في بيع منتجات عالية الجودة للأثرياء.
في الطريق، يُعجبان بمستعمرة فنانين ولكنهما يقرران مواصلة البحث عن مكانهما الخاص. يبدأ بيلي بالتعامل مع الخيول وامتطائها. يعود إلى حلبة الملاكمة، مستخدمًا اسمًا جديدًا حتى لا يُتعرف عليه وهو ينافس الملاكمين الصاعدين، ويفوز في المعركة في غضون ثوانٍ. يستخدم مكافأته البالغة 300 دولار لشراء زوجٍ من الخيول، وبعد الانتصار في مباراة العودة، يقرر عدم القتال بعد الآن.
يواجهان أيضًا الكاتب والصحفي المعروف «جاك هاستينغز»، الذي يُعتبر عمومًا صورة ذاتية لجاك لندن في وقت تصور الكتاب. توصف زوجة هاستينغز -التي يُفترض أن تكون على غرار زوجة لندن الثانية- بأنها تحمل بعض التشابه مع ساكسون. يناقشون تبذير المزارعين الأمريكيين الأوائل، وبالتحديد عاداتهم في استنزاف الأراضي والمضي قدمًا، مما يعكس آراء جاك لندن بشأن الزراعة المستدامة.
بعد توجيههما إلى «وادي القمر»، يستقر بيلي وسكسون ويعيشان هناك بسعادة في نهاية الكتاب. يُعتبر «وادي سونوما» حسب رواية إحدى الشخصيات اسمًا أمريكيًا أصليًا يعني «وادي القمر»، على الرغم من أن هذا موضع خلاف خارج معتقدات جاك لندن.

## تأثيرات
على الرغم من أن الرواية ليست بين أكثر كتب لندن شعبيةً، إلا أن وادي القمر ما زالت تُطبع ويمكن تنزيلها أيضًا. وقد وُصفت بأنها «رواية طريق قبل خمسين عامًا من كيرواك» وتعكس فقدان لندن للأمل في الاشتراكية واهتمامه المتزايد بالزراعة العلمية، وكذلك كنشيد مدحٍ لزوجته الثانية شارميان.
أُنتِج فيلم في عام 1914. لعب دور بيلي الممثل والمخرج جاك كونواي ولعبت ميرتل ستيدمان دور ساكسون.
أُشير إلى الرواية في رواية مالكولم لوري تحت البركان، من قبل بطل الرواية جيفري فيرمين (القنصل).